# Dragon Fyre
Dragon Fyre in Canada’s Wonderland (Vaughan, Ontario, Kanada) ist eine Stahlachterbahn vom Modell Custom Looping Coaster des Herstellers Arrow Dynamics, die 1981 eröffnet wurde. Von 1997 bis 2018 fuhr sie unter dem Namen Dragon Fire.
Die 658,4 m lange Strecke, die spiegelbildlich baugleich zu Big Loop im Heide Park Resort ist, erreicht eine Höhe von 23,8 m und besitzt eine 23,2 m hohe erste Abfahrt. Außerdem verfügt die Strecke über vier Inversionen: zwei Loopings und einen doppelten Korkenzieher.

## Züge
Dragon Fyre besitzt zwei Züge mit jeweils sieben Wagen. In jedem Wagen können vier Personen (zwei Reihen à zwei Personen) Platz nehmen. Ursprünglich hatte Dragon Fyre drei Züge, wobei der dritte Zug niemals zum Einsatz kam. Dieser wurde später bei der Achterbahn Bat verwendet.